# Robert Pow
Robert Barclay Pow (Emerson, 7 luglio 1883 – Fort William, 25 aprile 1958) è stato un politico e giocatore di curling canadese.

## Biografia
Partecipò ai III Giochi olimpici invernali edizione disputata a Lake Placid (Stati Uniti d'America) nel 1932, riuscendo ad ottenere la prima posizione nella squadra canadese con i connazionali Errick Willis, James Bowman e William Burns, partecipando per Manitoba.
Nell'edizione le altre due nazionali canadesi si classificarono seconda e terza. La competizione ebbe lo status di sport dimostrativo